# BMW 018
Das BMW 018 ist ein Turbinen-Luftstrahltriebwerk des deutschen Herstellers BMW, das aus dem Turboprop BMW 028 entwickelt wurde.
Dabei wurden einfach die Luftschraube, das Luftschraubengetriebe sowie eine Turbinenstufe weggelassen, so dass das BMW 018 drei Turbinenstufen hatte. Der Treibstoffverbrauch sollte rechnerisch etwa 25 % niedriger sein als beim BMW 003.

## Entwicklung
Das BMW 018 war das stärkste während des Zweiten Weltkrieges in Deutschland entwickelte Triebwerk. Es war unter anderem für die Serienversion der Ju 287 und für das Henschel-Projekt P.122 (Aufklärer) vorgesehen, in beiden Fällen mit je zwei Triebwerken. Die Entwicklung stand unter der Leitung von Hermann Oestrich. Der Bau eines Prototyps wurde kurz vor Kriegsende begonnen; dieser wurde aber bei einem Bombenangriff auf das BMW-Werk Berlin im Herbst 1944 mitsamt dem größten Teil der Konstruktionsunterlagen zerstört. Die Arbeiten wurden zwar in dem daraufhin in ein Kalibergwerk bei Neu Staßfurt evakuierten Werk wieder aufgenommen, bei Kriegsende aber abgebrochen. Ein zerstörtes Vorderteil eines BMW 018, möglicherweise des Prototyps, fiel den US-amerikanischen Truppen in die Hände. Nach dem Abzug der Amerikaner besetzten sowjetische Truppen Neu Staßfurt und veranlassten die Weiterführung der Arbeiten unter der Leitung von Karl Prestel, dem ehemaligen Leiter der Abteilung Regulierung/Messwesen bei BMW. Bis Anfang 1946 wurden die Konstruktionszeichnungen rekonstruiert oder neu erstellt, anschließend erfolgte der Bau eines weiteren BMW 018. Am 18. Oktober 1946 begann die Erprobung. Wenige Tage später wurden am 22. Oktober der Prototyp, sämtliche Unterlagen und Werkzeugmaschinen sowie die deutschen Mitarbeiter samt ihrer Familien im Rahmen der Aktion Ossawakim in die Sowjetunion deportiert. Dort wurden bei Kuibyschew die Arbeiten bis Ende des Jahres fortgesetzt, aber dann schließlich zugunsten des Jumo 022 und BMW 028 eingestellt.

## Technische Daten
| Kenngröße                     | Daten                       |
| ----------------------------- | --------------------------- |
| Länge                         | 5000 mm                     |
| Durchmesser                   | 1250 mm                     |
| Gewicht Prototyp              | 2500 kg                     |
| Gewicht für vorgesehene Serie | 2200 kg                     |
| Schub                         | 33,3–34,3 kN (3400–3500 kp) |
| Nenndrehzahl                  | 5000/min                    |
| Druckverhältnis               | 7:1                         |
| Luftdurchsatz                 | 44 kg/s                     |
| spez. Verbrauch               | 1,4 kg/kph                  |